# Фауст и Маргарита (фильм, 1900)
«Фауст и Маргарита» (англ. Faust and Marguerite) — немой короткометражный фантастический фильм Эдвина Стэнтона Портера. Фильм — вторая экранизация про Фауста и Маргариту. Первая — короткометражка — вышла в 1897 году и называлась также. Премьера состоялась в США 28 февраля 1900 года.

## Сюжет
Мефистофель в обличье рыцаря предлагает Фаусту убить свою любовь, а потом просит Маргариту. Оба отказываются, и Мефистофель решает убить всех двоих, и происходят непонятные вещи: то Фауст и Маргарита меняются местами, то Фауст превращается в скелета. Все двое исчезают и появляется священник. Мефистофель исчезает, и Фауст и Маргарита женятся.

## Интересные факты
- Фильм является самым первым американским фильмом жанра фантастика.